# Ernest Ugeziwe
 (avril 2024).
La mise en forme du texte ne suit pas les recommandations de Wikipédia : il faut le « wikifier ».
Les points d'amélioration suivants sont les cas les plus fréquents. Le détail des points à revoir est peut-être précisé sur la page de discussion.
- Les titres sont pré-formatés par le logiciel. Ils ne sont ni en capitales, ni en gras.
- Le texte ne doit pas être écrit en capitales (les noms de famille non plus), ni en gras, ni en italique, ni en « petit »…
- Le gras n'est utilisé que pour surligner le titre de l'article dans l'introduction, une seule fois.
- L'italique est rarement utilisé : mots en langue étrangère, titres d'œuvres, noms de bateaux, etc.
- Les citations ne sont pas en italique mais en corps de texte normal. Elles sont entourées par des guillemets français : « et ».
- Les listes à puces sont à éviter, des paragraphes rédigés étant largement préférés. Les tableaux sont à réserver à la présentation de données structurées (résultats, etc.).
- Les appels de note de bas de page (petits chiffres en exposant, introduits par l'outil «  Source ») sont à placer entre la fin de phrase et le point final[comme ça].
- Les liens internes (vers d'autres articles de Wikipédia) sont à choisir avec parcimonie. Créez des liens vers des articles approfondissant le sujet. Les termes génériques sans rapport avec le sujet sont à éviter, ainsi que les répétitions de liens vers un même terme.
- Les liens externes sont à placer uniquement dans une section « Liens externes », à la fin de l'article. Ces liens sont à choisir avec parcimonie suivant les règles définies. Si un lien sert de source à l'article, son insertion dans le texte est à faire par les notes de bas de page.
- La présentation des références doit suivre les conventions bibliographiques. Il est recommandé d'utiliser les modèles {{Ouvrage}}, {{Chapitre}}, {{Article}}, {{Lien web}} et/ou {{Bibliographie}}. Le mode d'édition visuel peut mettre en forme automatiquement les références.
- Insérer une infobox (cadre d'informations à droite) n'est pas obligatoire pour parachever la mise en page.

Pour une aide détaillée, merci de consulter Aide:Wikification.
Si vous pensez que ces points ont été résolus, vous pouvez retirer ce bandeau et améliorer la mise en forme d'un autre article.
Ernesto Ugeziwe, né le 23 juillet 1990, est un journaliste de la radio et de la télévision rwandaise, connue pour ses émissions de musical et de divertissement principalement à la télévision rwandaise (RTV).

## Premières années
Il est né le 23 juillet 1990 à Nyarugenge, ville de Kigali, au Rwanda, le septième et unique garçon parmi sept enfants d'une famille chrétienne. Il a grandi dans le district de Karongi, province de l'Ouest, avec sa famille après le génocide de 1994 contre les Tutsi. Il a complété ses études secondaires à l'ETO Gitarama et ses études universitaires à l'Université Indépendant de Kigali avec un diplôme de licence en sciences et technologies. Comme enfant, son rêve était de devenir acteur.

## Carrière médiatique
Avant de gagner la popularité en tant que journaliste, Ugeziwe gagnait sa vie en préparant des publicités pour de grandes entreprises. Il a également joué dans un groupe scout de garçons.
En 2011, il travaille dans le Radio Isangano fm, l'une des radios communautaires de la province de l'Ouest, où il réalise des émissions de divertissement tout en terminant ses études universitaires.
En 2012, il quitte Isangano pour aller le Radio Flash FM. Il a présenté des émissions sur le divertissement et le showbiz.
Ugeziwe a rejoint plus tard le radio Magi FM en 2013 une station de radio destinée à divertir les jeunes. Il a été recruté en tant que présentateur de divertissement et producteur de programmes.
Ugeziwe s'est ensuite tourné vers la télévision, travaillant sur les émissions de RTV Mag et YoHits, propriété de la Television du Rwanda.

## Prix
L'émission télévisée d'Ugeziwe, RTV Mag, a été jugée meilleure émission télévisée de l'année 2014/2015 par l'Agence rwandaise de radiodiffusion.

## D'autres activités
En 2013, Ugeziwe a également travaillé comme responsable des médias et de la communication chez East African Promoters, une société événementielle qui organise de grands concerts impliquant des artistes internationaux, et organise aussi le Primus Guma Guma Super Star (PGGSS), un concours de talents annuel.
En 2015, Ugeziwe travaillait sur une émission promotionnelle dans le Tigo Rwanda. Il part ensuite aux États-Unis pour poursuivre son master en médias et communication. Après avoir étudié le journalisme à la Charlotte State University en Caroline du Nord (États-Unis), Ugeziwe s'est inscrit à la chaîne Voix damerique (VOA), basée à Washington, dans le cadre d'une émission de showbiz en soirée et d'émissions d'information.